# 研究學園站

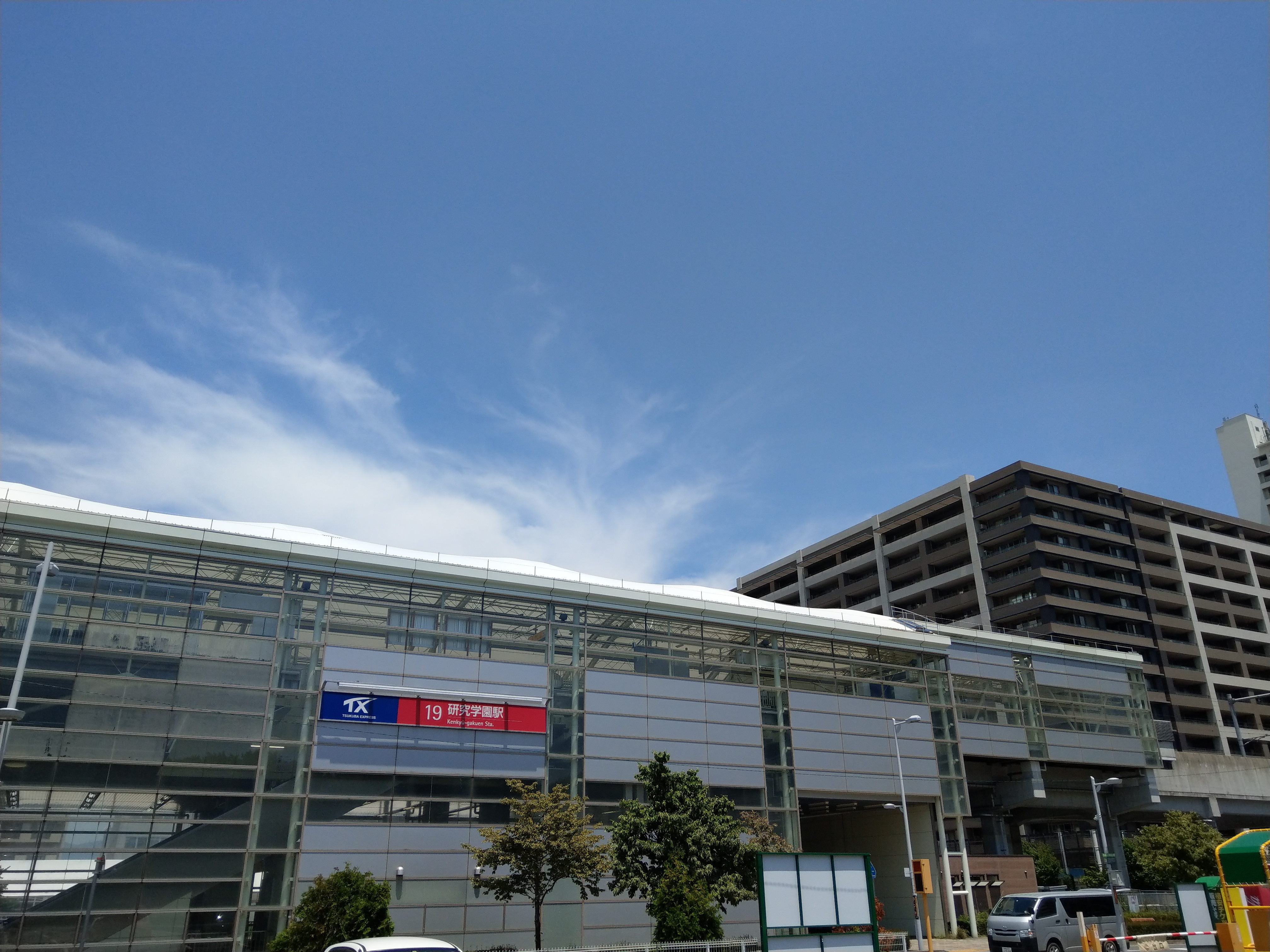
南口（2020年7月）

研究學園站（日语：／ Kenkyū-gakuen eki */?）是位於日本茨城縣筑波市研究學園五丁目，屬於首都圈新都市鐵道筑波快線的鐵路車站。車站編號是TX19。

## 車站結構

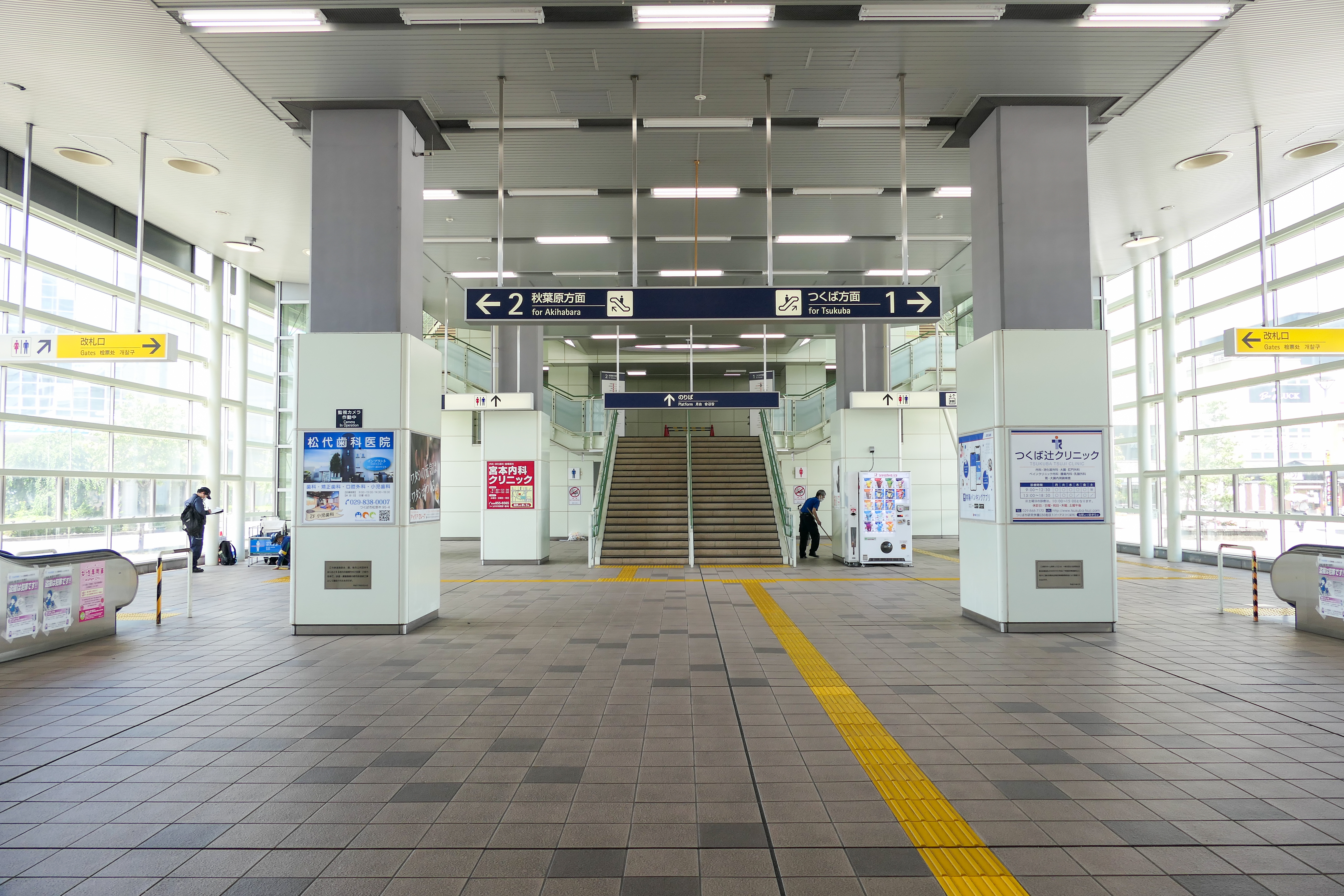
車站大廳（2023年7月）

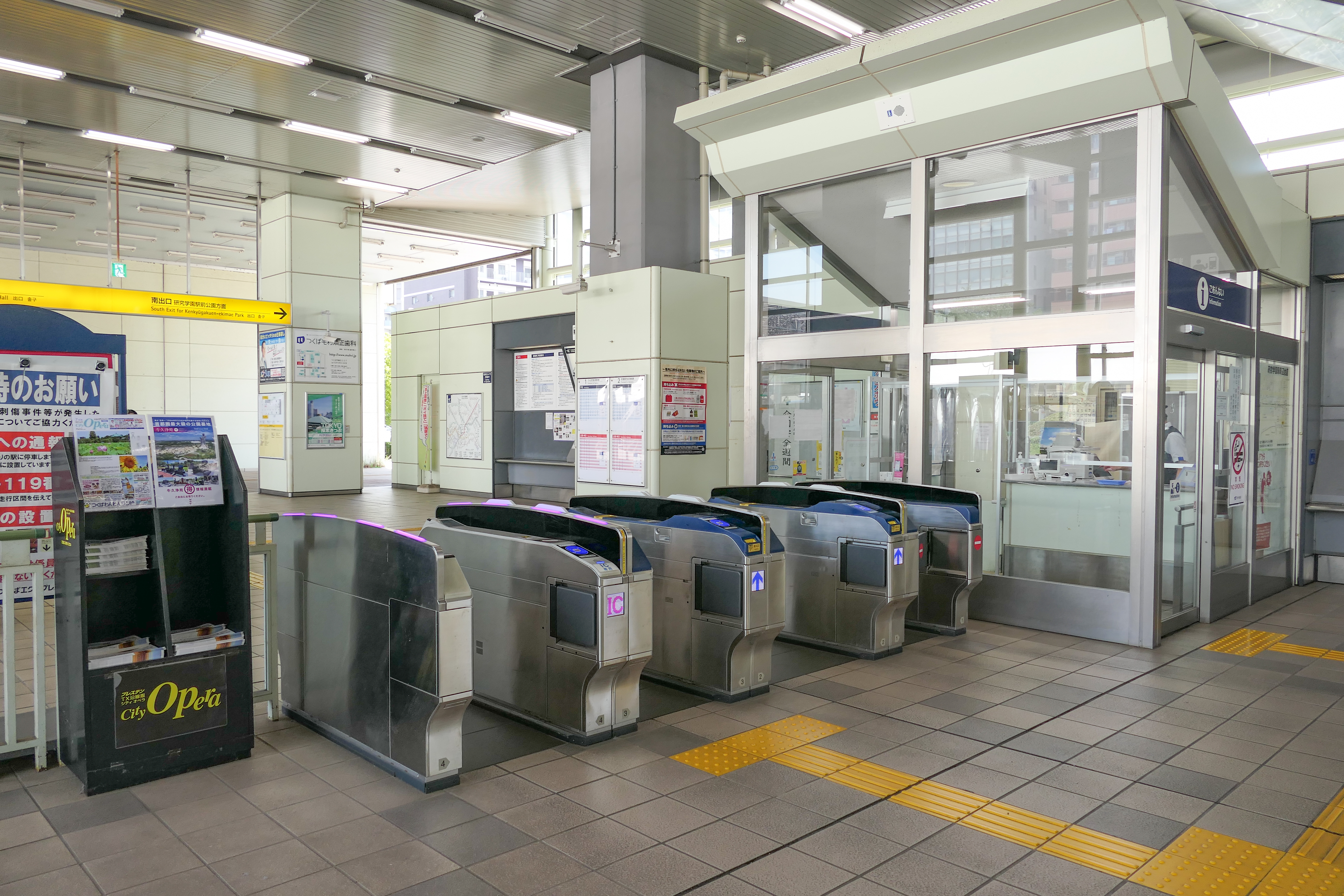
驗票閘口（2023年7月）

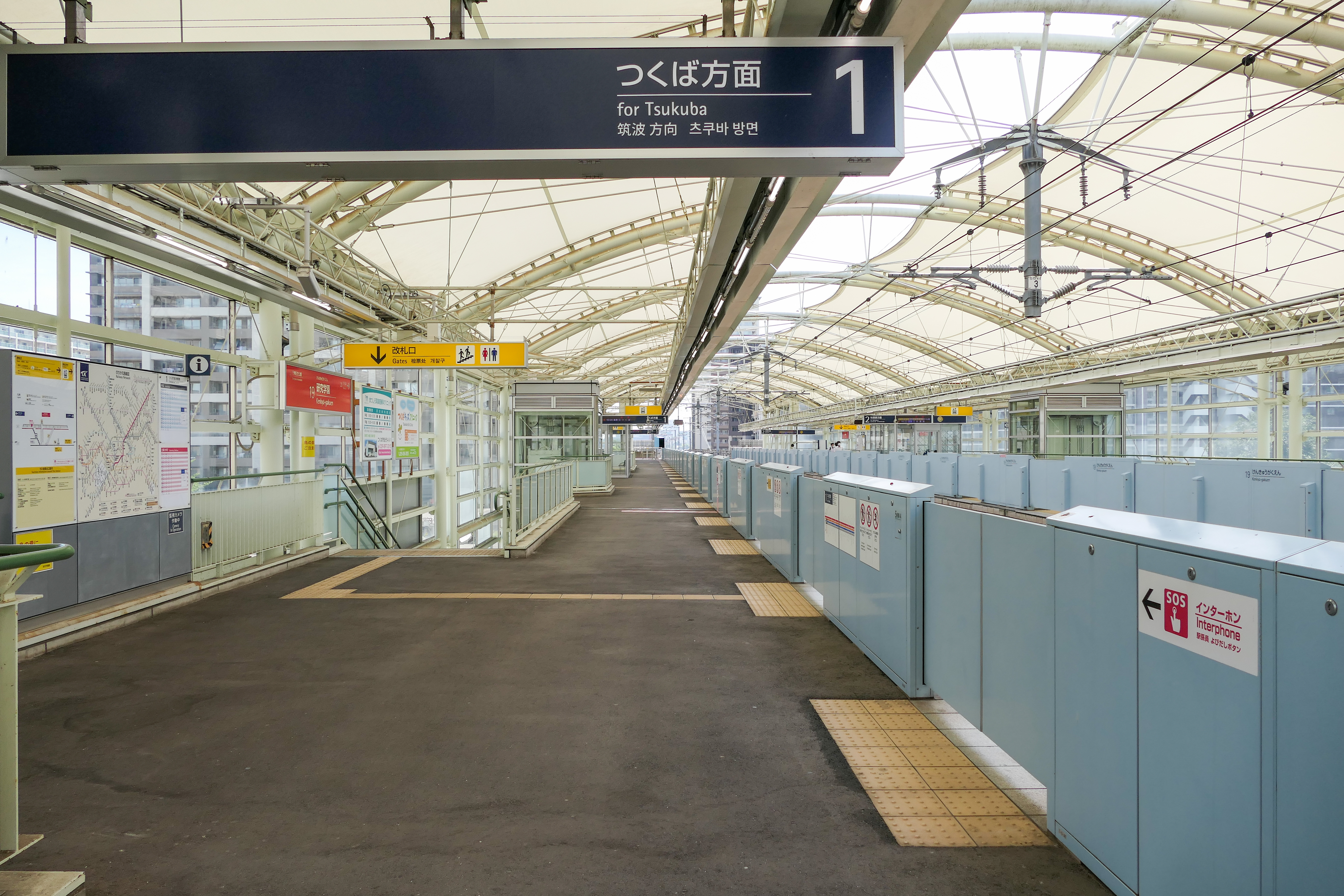
1號月台（2023年7月）

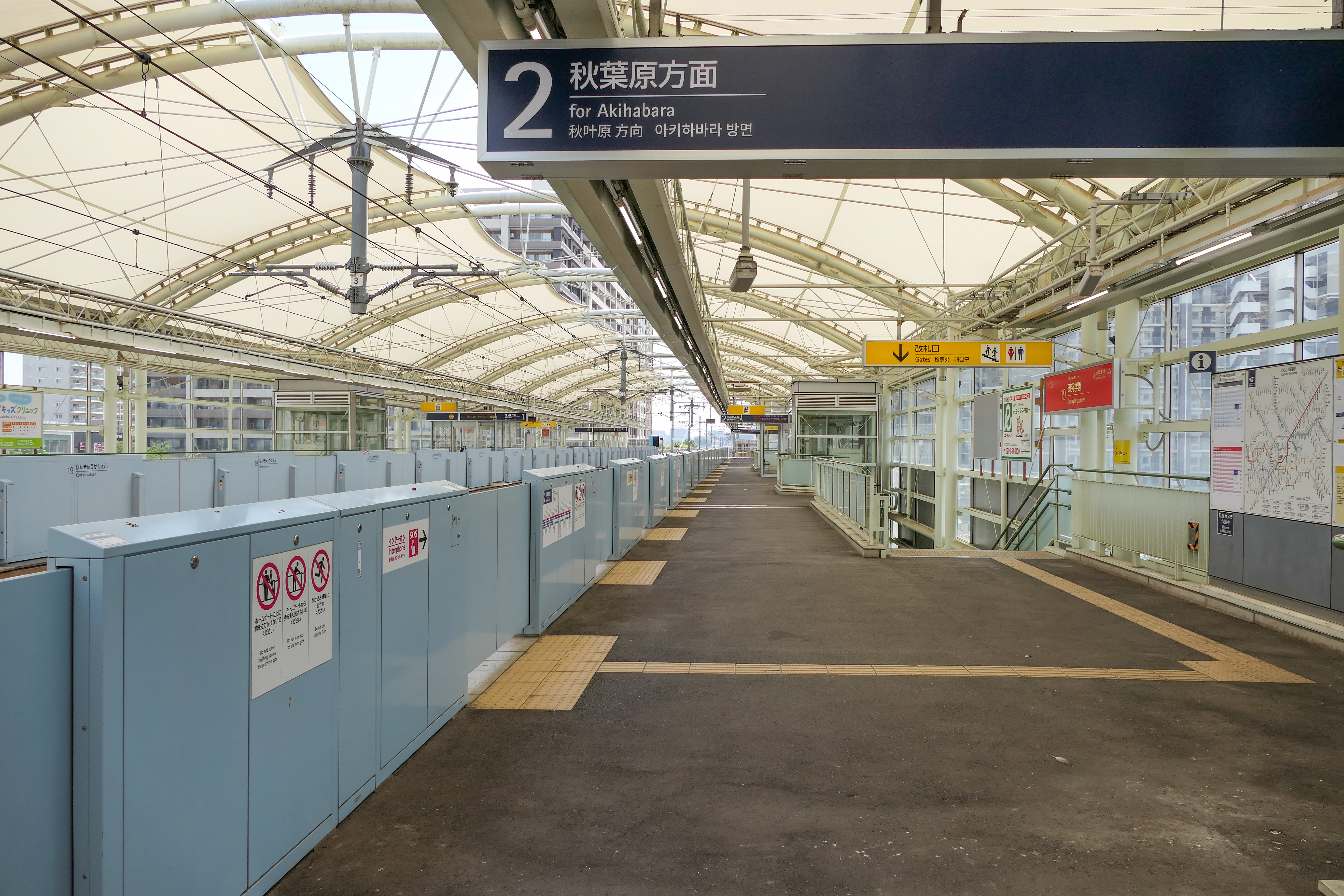
2號月台（2023年7月）

本站為對向式月台2面2線的高架車站。

### 月台配置
| 月台 | 路線     | 目的地     |
| ---- | -------- | ---------- |
| 1    | 筑波快線 | 筑波方向   |
| 2    | 筑波快線 | 秋葉原方向 |

## 使用情況
首都圈新都市鐵道公佈1日平均上車人數如下。
| 年度                 | 1日平均人數 | 前年比   | 備註         |
| -------------------- | ----------- | -------- | ------------ |
| 2005年（平成17年）度 | 1,035人     |          |              |
| 2006年（平成18年）度 | 1,329人     | +294人   |              |
| 2007年（平成19年）度 | 1,960人     | +631人   |              |
| 2008年（平成20年）度 | 3,109人     | +1,149人 | イーアス開業 |
| 2009年（平成21年）度 | 3,691人     | +582人   |              |
| 2010年（平成22年）度 | 4,325人     | +634人   |              |
| 2011年（平成23年）度 | 4,886人     | +561人   | つくバス改編 |
| 2012年（平成24年）度 | 5,322人     | +436人   |              |
| 2013年（平成25年）度 | 5,944人     | +622人   |              |
| 2014年（平成26年）度 | 6,097人     | +153人   |              |
| 2015年（平成27年）度 | 6,499人     | +402人   |              |
| 2016年（平成28年）度 | 6,800人     | +301人   |              |

## 相鄰車站
首都圈新都市鐵道
 筑波快線
■快速
通過
■通勤快速
守谷（TX15）－研究學園（TX19）－筑波（TX20）
■區間快速、■普通
萬博紀念公園（TX18）－研究學園（TX19）－筑波（TX20）

## 外部連結
- 研究學園站 | 車站資訊、路線圖 | 筑波快線 （页面存档备份，存于）